# Alpler Torstock
Alpler Torstock är en bergstopp i Schweiz.   Den ligger i kantonen Uri, i den centrala delen av landet. Toppen på Alpler Torstock är 2 621 meter över havet.
Terrängen runt Alpler Torstock är huvudsakligen bergig, men den allra närmaste omgivningen är kuperad. Den högsta punkten i närheten är Höch Windgällen, 2 764 meter över havet, 1,1 km sydost om Alpler Torstock.
Trakten runt Alpler Torstock består i huvudsak av gräsmarker.